# Nubische Woestijn

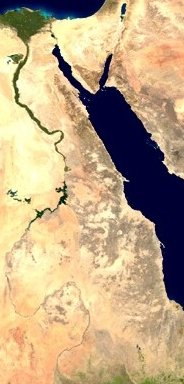
Nubische Woestijn (in het zuiden), naast de Arabische Woestijn

De Nubische Woestijn is de benaming voor de oostelijkste regio van de Sahara, die deels gelegen is in de regio Nubië. De Nubische Woestijn ligt in het noorden van Soedan en strekt zich uit over een gebied van 50.000 vierkante kilometer tussen de Nijl en de Rode Zee. In het westen grenst ze aan de Libische Woestijn en in het noorden (voorbij het Nassermeer) aan de Arabische Woestijn.
Er is vrijwel geen regenval in de Nubische Woestijn; de gemiddelde jaarlijkse neerslag in het centrale deel rond Wadi Halfa bedraagt minder dan 5 mm. Soms valt er decennialang geen neerslag. Stroomafwaarts van de Nijl neemt de neerslag toe, tot 25 mm bij Dongola, waarvan het meeste in augustus valt. Zuidelijker, bij Khartoem waar nauwelijks vegetatie groeit, vallen soms zware buien in de zomer. Aan de Rode Zee kan het rond Port Sudan ook in het drogere en koelere jaargetijde in de winter komen tot neerslag. Er bevinden zich geen oases en slechts een paar diepwaterbronnen, die werden geboord voor de aanleg en het beheer van de spoorlijn tussen Wadi Halfa en Abu Hamad.
In tegenstelling tot de Libische Woestijn komen er nauwelijks zandduinen (ergen) voor. Wel komen er onder de 500 meter hoogte uitgestrekte zandvlakten (Serir) voor, met rolsteen en eenzame eilandbergen en bergketens, die worden doorbroken door verkorste en daardoor scherpe maar tegelijkertijd ook breekbare en erosiegevoelige zandsteen. De ondergrond bestaat vrijwel geheel uit een groot zandsteenplateau uit het Mesozoïcum, met een hoop wadi's die naar de Nijl lopen.
Vanaf de Nijl naar het oosten stijgt het landschap. De hoogste verheffingen bevinden zich in een bergketen die parallel loopt aan de Rode Zee. Het hoogste punt van de woestijn is de berg Oda, met een hoogte van 2259 meter. Aan de bergketen grenst een kustlaagland dat zich versmalt van ongeveer 60 kilometer breedte in het zuiden aan de Eritrese grens tot ongeveer 20 kilometer breedte aan de Egyptische grens en bestaat uit een vegetatieloze zand- en kleibodem.
De traditionele bewoners van de woestijn zijn de Beja. De dichtstbijgelegen stad is Abidiya.
De oudste bekende archeoastronomische megaliet ter wereld is gevonden in de Nubische Woestijn, te weten in het Nabta Playabekken.

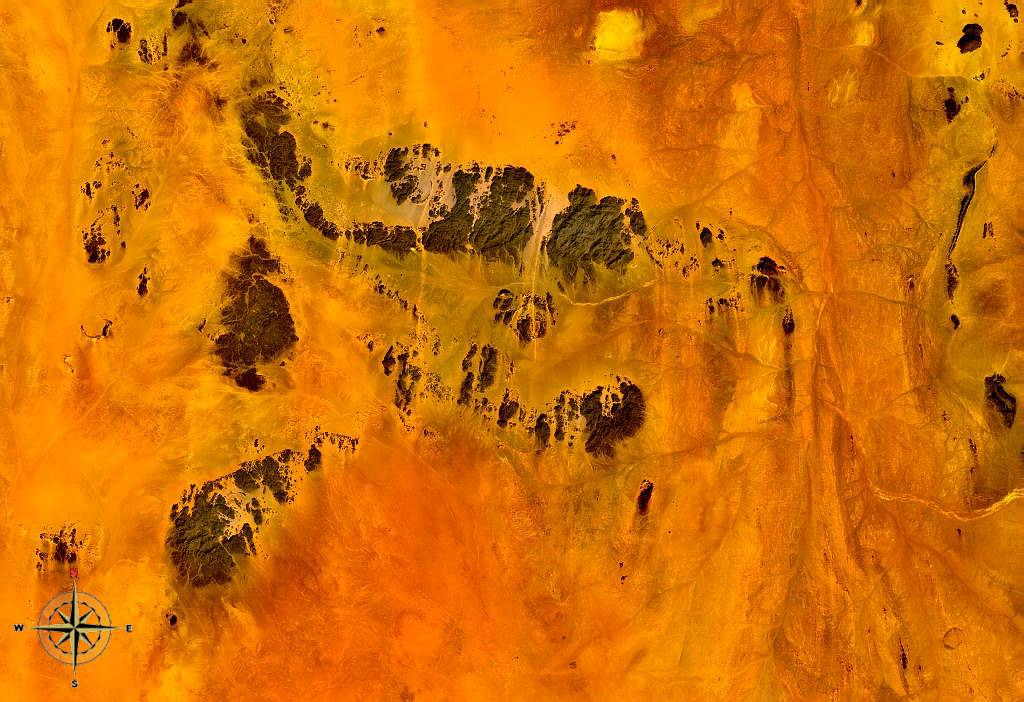
Fragment van de Nubische Woestijn, gezien vanuit de ruimte
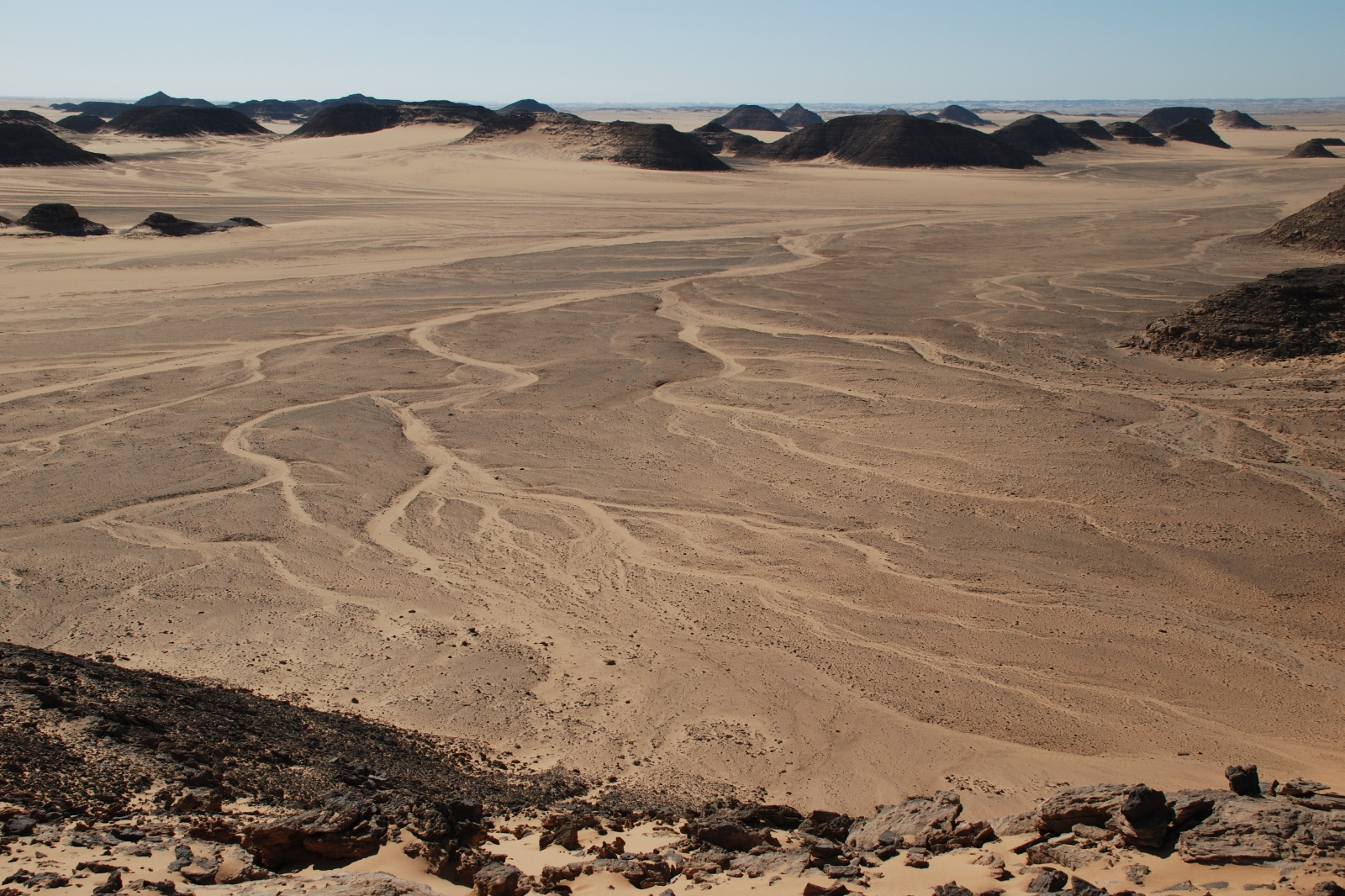
Een wadi in de Nubische Woestijn ten oosten van Wadi Halfa vormt het zichtbare bewijs dat het soms ook regent in de woestijn. Door de harde zandbodem verwaait de wadi niet.
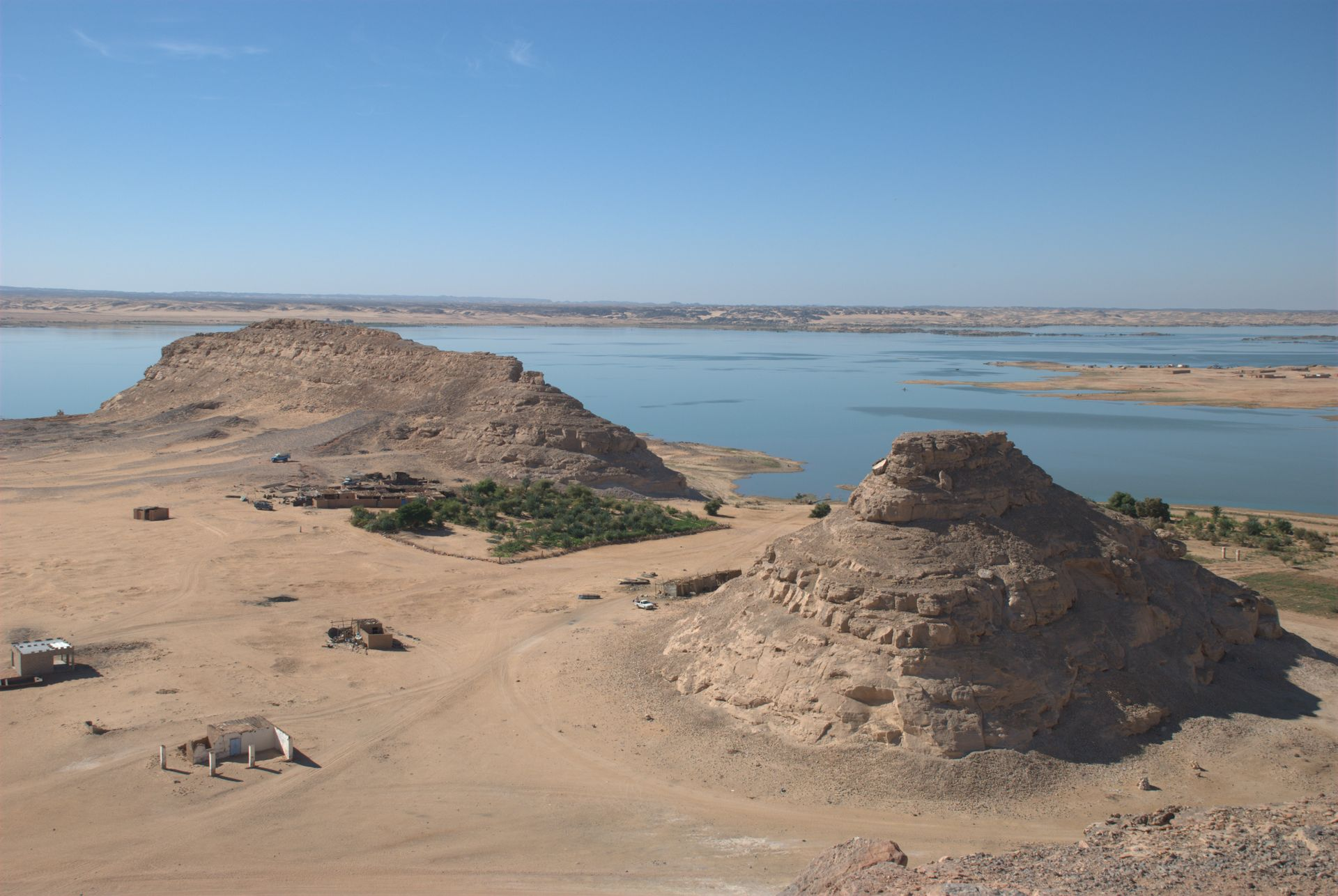
Eilandbergen bij het Nassermeer